# NGC 855
NGC 855 je eliptická galaxie v souhvězdí Trojúhelníku. Její zdánlivá jasnost je 12,3m a úhlová velikost 2,6′ × 1,0′. Je vzdálená 31 milionů světelných let. Galaxii objevil 26. října 1786 William Herschel.